# Noah Cadiou
Noah Cadiou, né le 26 octobre 1998 à Lille en France, est un footballeur français, international guadeloupéen, qui évolue au poste de milieu relayeur au FC Lorient.

## Biographie

### En club
Noah Cadiou est originaire de Marquette-lez-Lille dans l'agglomération lilloise. Il est le fils de Frédéric Cadiou, ancien footballeur ayant disputé 180 matchs de deuxième division française, notamment avec l'ES Wasquehal.
Noah Cadiou rejoint l'Olympique marcquois, avec qui il fait ses débuts en équipe première lors de la saison 2018-2019 en National 3. Cette saison-là, il joue au poste d'arrière droit et dispute 25 matchs de championnat, ainsi qu'un match de Coupe de France face à l'US Boulogne. Sa performance est remarquée par le club boulonnais qui le recrute à l'issue de la saison.
Noah Cadiou dispute son premier match de National avec l'US Boulogne le 23 août 2019 face à l'US Concarneau. Pour son deuxième match la semaine suivante, il est exclu en fin de rencontre contre l'US Avranches. Cadiou devient un titulaire indiscutable du club à son nouveau poste de milieu de terrain à partir du mois de décembre 2019, ne quittant plus les terrains jusqu'à l'arrêt des compétitions en raison de la pandémie de Covid-19. Cadiou s'illustre notamment en inscrivant un doublé sur le terrain du Stade lavallois le 10 janvier 2020, dont une réalisation inscrite après un slalom dans la défense mayennaise. Il décide de prolonger son contrat avec l'US Boulogne à l'été 2020.
Le 25 juin 2021, il rejoint le Red Star. Il est nommé parmi les meilleurs joueurs de National pour le mois de novembre 2022, sans toutefois en être lauréat. Après deux saisons dans le club audonien, et une promotion en Ligue 2 manquée de peu lors de sa seconde saison, il rejoint le 15 juin 2023 l'US Quevilly, qui évolue en Ligue 2.
Noah Cadiou dispute son premier match de Ligue 2 le 26 août 2023 face au Stade lavallois, et inscrit son premier but dans ce championnat le 23 janvier 2024 contre l'Angers SCO. Il est élu meilleur joueur du club pour le mois de janvier 2024 par les supporters. 
Le dernier jour du mercato, le 30 août 2024, il rejoint le Rodez Aveyron Football pour trois saisons. Son arrivée a notamment pour objectif de pallier le départ de Giovanni Haag au Fortuna Düsseldorf.
À l'été 2025, après une saison remarquée sous les couleurs de Rodez en Ligue 2 (30 matchs, 5 buts, 4 passes décisives), Noah Cadiou rejoint officiellement le FC Lorient pour quatre saisons, jusqu’en 2029. Ce transfert marque l’arrivée de la première recrue estivale des merlus, récemment promus en Ligue 1. Il porte le numéro 8 sous le maillot lorientais et découvre ainsi pour la première fois la Ligue 1.

### En sélection
Le 11 octobre 2024, Noah Cadiou dispute son premier match en équipe de Guadeloupe dans le cadre d'un match de ligue des nations de la CONCACAF face à la Martinique.
En juin 2025, il est convoqué pour disputer la Gold Cup 2025.

## Statistiques
| Saison                | Club                  | Championnat           | Championnat | Championnat | Championnat | Coupe(s) nationale(s) | Coupe(s) nationale(s) | Coupe(s) nationale(s) | Total | Total | Total |
| Saison                | Club                  | Division              | M.          | B.          | P.d.        | M.                    | B.                    | P.d.                  | M.    | B.    | P.d.  |
| 2017-2018             | Olympique marcquois   | Régional 1            | 1           | 0           | 0           | -                     | -                     | -                     | 1     | 0     | 0     |
| 2018-2019             | Olympique marcquois   | National 3            | 25          | 0           | 1           | 1                     | 0                     | 0                     | 26    | 0     | 1     |
| Sous-total            | Sous-total            | Sous-total            | 26          | 0           | 1           | 1                     | 0                     | 0                     | 27    | 0     | 1     |
| 2019-2020             | US Boulogne           | National              | 15          | 3           | 1           | 2                     | 0                     | 0                     | 17    | 3     | 1     |
| 2020-2021             | US Boulogne           | National              | 27          | 1           | 1           | 4                     | 0                     | 2                     | 31    | 1     | 3     |
| Sous-total            | Sous-total            | Sous-total            | 42          | 4           | 2           | 6                     | 0                     | 2                     | 48    | 4     | 4     |
| 2021-2022             | Red Star FC           | National              | 19          | 0           | 0           | 5                     | 0                     | 0                     | 24    | 0     | 0     |
| 2022-2023             | Red Star FC           | National              | 22          | 2           | 3           | 1                     | 0                     | 0                     | 23    | 2     | 3     |
| Sous-total            | Sous-total            | Sous-total            | 41          | 2           | 3           | 6                     | 0                     | 0                     | 47    | 2     | 3     |
| 2023-2024             | US Quevilly           | Ligue 2               | 35          | 1           | 3           | 2                     | 0                     | 0                     | 37    | 1     | 3     |
| 2024-2025             | US Quevilly           | National              | 2           | 1           | 0           | -                     | -                     | -                     | 2     | 1     | 0     |
| Sous-total            | Sous-total            | Sous-total            | 37          | 2           | 3           | 2                     | 0                     | 0                     | 39    | 2     | 3     |
| 2024-2025             | Rodez AF              | Ligue 2               | 30          | 5           | 4           | 1                     | 0                     | 0                     | 31    | 5     | 4     |
| 2025-2026             | FC Lorient            | Ligue 1               | -           | -           | -           | -                     | -                     | -                     | 0     | 0     | 0     |
| Total sur la carrière | Total sur la carrière | Total sur la carrière | 176         | 13          | 13          | 16                    | 0                     | 2                     | 192   | 13    | 15    |